# Beeld St. Jan de Evangelist
Het beeld van St. Jan de Evangelist, de patroonheilige van de stad 's-Hertogenbosch, was een geschenk van de ondernemers van 's-Hertogenbosch bij het afscheid van burgemeester H.J.M. Loeff, burgemeester van 1945 tot 1960. Beeldhouwer Mari Andriessen plaatste een adelaar achter het hoofd van de evangelist als symbool voor de vlucht van de gedachte en daarmee de ondernemersgeest in de stad. 
Op het voetstuk staat een gedicht van professor L.C. Michels (1887-1984) gebeiteld:

De vogel van Sint-Jan, ter vlucht gereed,
verbeeld de verten die de ziener schouwt;
In hem de stad, die naar haar toekomst bouwt,
wetende haar taak, werkende aan wat zij weet.
Aan Mr. H.J.M. Loeff, burgemeester 1945-1960. De burgers van 's-Hertogenbosch

Het monument werd in brons gegoten bij Binder & Schmidt en in 1964 onthuld op het naar de burgemeester genoemd Burgemeester Loeffplein. Na de onthulling droeg hij het beeld over aan de gemeente. In verband met plannen voor een parkeergarage verhuisde het beeld naar de Parade naast de Sint-Janskathedraal.